# Arroyo Ochoa
El Arroyo Ochoa es un arroyo entubado bajo dos colectoras (Ochoa I y II) en el sur de la ciudad de Buenos Aires, Argentina.